# Steven Taylor (futbolista)
Steven Vincent Taylor (Londres, Inglaterra, 23 de enero de 1986) es un exfutbolista inglés que jugaba de defensa.

## Trayectoria

### Inicios
Taylor nació en Greenwich, Londres, de una familia originaria de Newcastle upon Tyne; semanas después de su nacimiento se mudaron de a la región del nordeste. Creció en Whitley Bay, North Tyneside y fue a la escuela junto a su futuro compañero de equipo Peter Ramage.

### Newcastle United
Taylor a la edad de 9 años, en ese entonces jugaba de delantero, fue reclutado por un cazatalentos del Newcastle United, junto con su compañero Peter Ramage. A los 13 años cambió a la posición de defensa. Fue parte clave en la obtención del título de la Premier League sub-17 en la temporada 2001-02. Fue enviado a préstamo al Wycombe Wanderers en la temporada 2003-04, donde jugó junto a uno de sus ídolos futbolísticos de la infancia, Tony Adams; debutó en la entonces Second Division en diciembre de 2003 contra el Notts County.
Regresó a Newcastle a finales de la temporada, y el 25 de marzo de 2004 debutó con el primer equipo del norte de Inglaterra contra el Mallorca en la Copa de la UEFA, en ese entonces fue el jugador más joven en debutar a nivel europeo con el club, récord que en 2006 rompería Andy Carroll.
Se afianzó en el equipo en la temporada 2006-07. Anotó su primer gol profesional el 23 de noviembre de 2006 al Celta de Vigo en la Copa de la UEFA. Se ganó el apodo de "Forrest Gump" al celebrar su gol corriendo por todo el campo. Anotó su primer gol en la Premier días después, el 9 de diciembre de 2006 en la victoria por 3-1 sobre el Blackburn Rovers, y comenzó a ganar la titularidad en el equipo, registrando 12 encuentros como titular. Al término de la temporada, y bajo la dirección de Kevin Keegan, Taylor ganó protagonismo y renovó su contrato con el club.
El 24 de mayo de 2009, jugó su encuentro número 150 con el club, el último encuentro de la temporada 2008-09 ante el Aston Villa. Esa temporada, el Newcastle descendió de categoría.

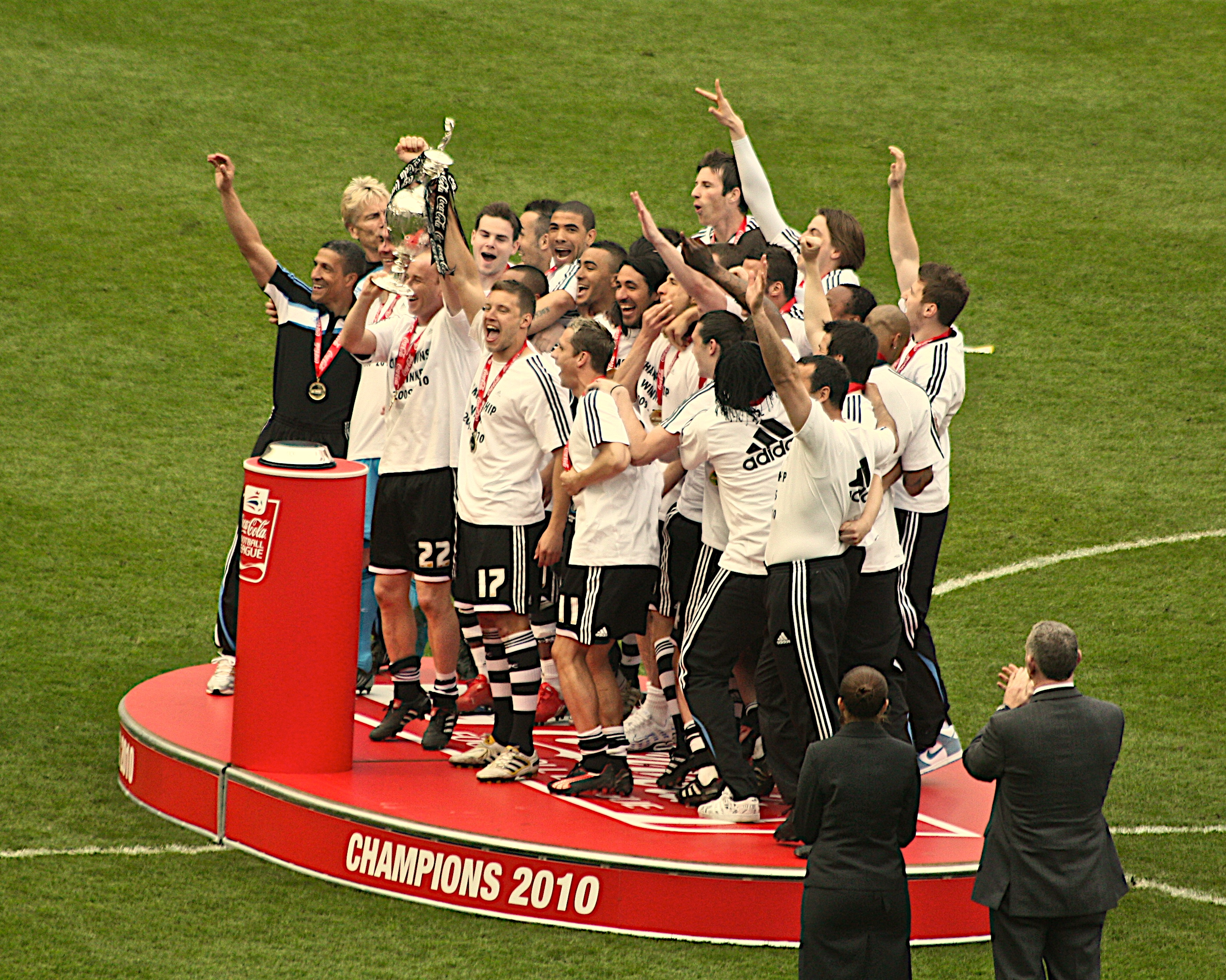
Newcastle United, campeón de la Football League Championship 2009-10

Luego de muchos rumores sobre su salida del club, el jugador decidió quedarse en Newcastle y luchar por el ascenso. Fue dupla en la defensa junto al argentino Fabricio Coloccini, y a pesar de que se perdió el final de la temporada por una lesión, el Newcastle obtuvo el primer lugar de la clasificación, invicto como local, y consiguió regresar a la Premier League.
Sin embargo, durante la pretemporada de 2010-11, Taylor sufrió una dislocación en el hombro. Regresó al campo el 28 de noviembre en el empate 1-1 contra el Chelsea, donde jugó junto a Sol Campbell en reemplazo de los suspendidos Coloccini y Mike Williamson. Bajo la dirección de Alan Pardew, Taylor fue un regular en la titularidad y a finales del mes de diciembre renovó su contrato con el club hasta el 2016.
La siguiente temporada, el 3 de diciembre de 2011, el defensor inglés sufrió una ruptura en el tendón de Aquiles ante el Chelsea. Su recuperación fue de siete meses.
El 3 de junio de 2016, Taylor fue liberado del club.

### Portland Timbers
El 1 de agosto de 2016, Taylor fichó por el Portland Timbers de la Major League Soccer. En su primer mes en el club jugó en el equipo reserva, donde debutó el 6 de agosto contra LA Galaxy II.
El 21 de agosto Taylor debutó con el primer equipo de los Timbers, en la derrota por 3-1 ante el Seattle Sounders.

### Ipswich Town
Fichó por el Ipswich Town el 25 de enero de 2017. En su segundo encuentro con el Ipswich, de visita contra el Aston Villa, sufrió una seria lesión de ante brazo que lo dejó fuera durante cuatro semanas.

### Peterborough United
El 25 de julio de 2017 fichó por el Peterborough United de la League One por dos años.

### Tramo final de carrera
Se unió al Wellington Phoenix de la A-League el 10 de julio de 2018, donde firmó un contrato por un año con opción de renovar un segundo.
El 16 de septiembre de 2020 fichó por el Odisha F. C. de la Superliga de India. En marzo de 2021 regresó al Wellington Phoenix, donde permaneció hasta su retirada en el mes de septiembre días después de haber sido nombrado capitán.

## Selección nacional
Taylor jugó con la selección sub-16 y sub-17 de Inglaterra, donde además fue capitán en ambas escuadras. En junio de 2005 jugó el Torneo Esperanzas de Toulon con la selección sub-20 de Inglaterra, donde consiguieron el tercer puesto. También jugó con la selección sub-21 entre 2004 y 2009, con la que jugó 29 encuentros y anotó 4 goles.
Recibió su primera llamada a la selección adulta de Inglaterra el 17 de agosto de 2007, para un encuentro amistoso contra Alemania, aunque no debutó.

## Estadísticas
Actualizado al último partido disputado el 21 de abril de 2019.
| Wycombe Wanderers F. C. (préstamo) Inglaterra | 3.ª           | 2003-04       | 6   | 0  | 0  | 0 | 0  | 0 | -  | -  | 6   | 0  |
| Wycombe Wanderers F. C. (préstamo) Inglaterra | Total club    | Total club    | 6   | 0  | 0  | 0 | 0  | 0 | 0  | 0  | 6   | 0  |
| Newcastle United F. C. Inglaterra | 1.ª           | 2003-04       | 1   | 0  | 0  | 0 | 0  | 0 | 1  | 0  | 2   | 0  |
| Newcastle United F. C. Inglaterra | 1.ª           | 2004-05       | 13  | 0  | 2  | 0 | 0  | 0 | 7  | 0  | 22  | 0  |
| Newcastle United F. C. Inglaterra | 1.ª           | 2005-06       | 12  | 0  | 0  | 0 | 1  | 0 | 4  | 0  | 17  | 0  |
| Newcastle United F. C. Inglaterra | 1.ª           | 2006-07       | 27  | 2  | 2  | 1 | 3  | 0 | 12 | 1  | 44  | 4  |
| Newcastle United F. C. Inglaterra | 1.ª           | 2007-08       | 31  | 1  | 3  | 0 | 2  | 0 | -  | -  | 36  | 1  |
| Newcastle United F. C. Inglaterra | 1.ª           | 2008-09       | 27  | 4  | 1  | 0 | 1  | 0 | -  | -  | 29  | 4  |
| Newcastle United F. C. Inglaterra | 2.ª           | 2009-10       | 21  | 1  | 1  | 0 | 1  | 0 | -  | -  | 23  | 1  |
| Newcastle United F. C. Inglaterra | 1.ª           |               |     |    |    |   |    |   |    |    |     |    |
| Newcastle United F. C. Inglaterra | 2010-11       | 14            | 3   | 0  | 0  | 0 | 0  | - | -  | 14 | 3   |    |
| Newcastle United F. C. Inglaterra | 2011-12       | 14            | 0   | 0  | 0  | 1 | 0  | - | -  | 15 | 0   |    |
| Newcastle United F. C. Inglaterra | 2012-13       | 25            | 0   | 0  | 0  | 0 | 0  | 8 | 0  | 33 | 0   |    |
| Newcastle United F. C. Inglaterra | 2013-14       | 10            | 1   | 1  | 0  | 0 | 0  | - | -  | 11 | 1   |    |
| Newcastle United F. C. Inglaterra | 2014-15       | 10            | 1   | 0  | 0  | 2 | 0  | - | -  | 12 | 1   |    |
| Newcastle United F. C. Inglaterra | 2015-16       | 10            | 0   | 0  | 0  | 0 | 0  | - | -  | 10 | 0   |    |
| Newcastle United F. C. Inglaterra | Total club    | Total club    | 215 | 13 | 10 | 1 | 11 | 0 | 32 | 1  | 268 | 15 |
| Portland Timbers Estados Unidos | 1.ª           | 2016          | 9   | 1  | 0  | 0 | -  | - | 3  | 0  | 12  | 1  |
| Portland Timbers Estados Unidos | Total club    | Total club    | 9   | 1  | 0  | 0 | 0  | 0 | 3  | 0  | 12  | 1  |
| Ipswich Town F. C. Inglaterra | 2.ª           | 2016-17       | 3   | 0  | -  | - | -  | - | -  | -  | 3   | 0  |
| Ipswich Town F. C. Inglaterra | Total club    | Total club    | 3   | 0  | 0  | 0 | 0  | 0 | 0  | 0  | 3   | 0  |
| Peterborough United F. C. Inglaterra | 3.ª           | 2017-18       | 44  | 3  | 6  | 0 | 0  | 0 | 1  | 1  | 51  | 4  |
| Peterborough United F. C. Inglaterra | Total club    | Total club    | 44  | 3  | 6  | 0 | 0  | 0 | 0  | 0  | 51  | 4  |
| Wellington Phoenix F. C. Nueva Zelanda | 1.ª           | 2018-19       | 20  | 2  | 1  | 0 | -  | - | -  | -  | 21  | 2  |
| Wellington Phoenix F. C. Nueva Zelanda | Total club    | Total club    | 20  | 2  | 1  | 0 | 0  | 0 | 0  | 0  | 21  | 2  |
| Total carrera | Total carrera | Total carrera | 297 | 19 | 17 | 1 | 11 | 0 | 36 | 2  | 361 | 22 |
| (1) Incluye datos de la FA Cup, U.S. Open Cup y FFA Cup (2) Incluye datos de la Copa de la UEFA, Copa Intertoto de la UEFA, Liga Europa de la UEFA, Liga de Campeones de la Concacaf y el EFL Trophy. |               |               |     |    |    |   |    |   |    |    |     |    |

## Palmarés

### Títulos nacionales
| Título                       | Club                   | País       | Año     |
| ---------------------------- | ---------------------- | ---------- | ------- |
| Football League Championship | Newcastle United F. C. | Inglaterra | 2009-10 |

### Títulos internacionales
| Título                    | Club                   | Sede          | Año  |
| ------------------------- | ---------------------- | ------------- | ---- |
| Copa Intertoto de la UEFA | Newcastle United F. C. | Unión Europea | 2006 |